# Wierzchowie
Wierzchowie – wieś w Polsce, położona w województwie małopolskim, w powiecie krakowskim, w gminie Wielka Wieś.
W latach 1975–1998 wieś administracyjnie należała do województwa krakowskiego.

## Integralne części wsi

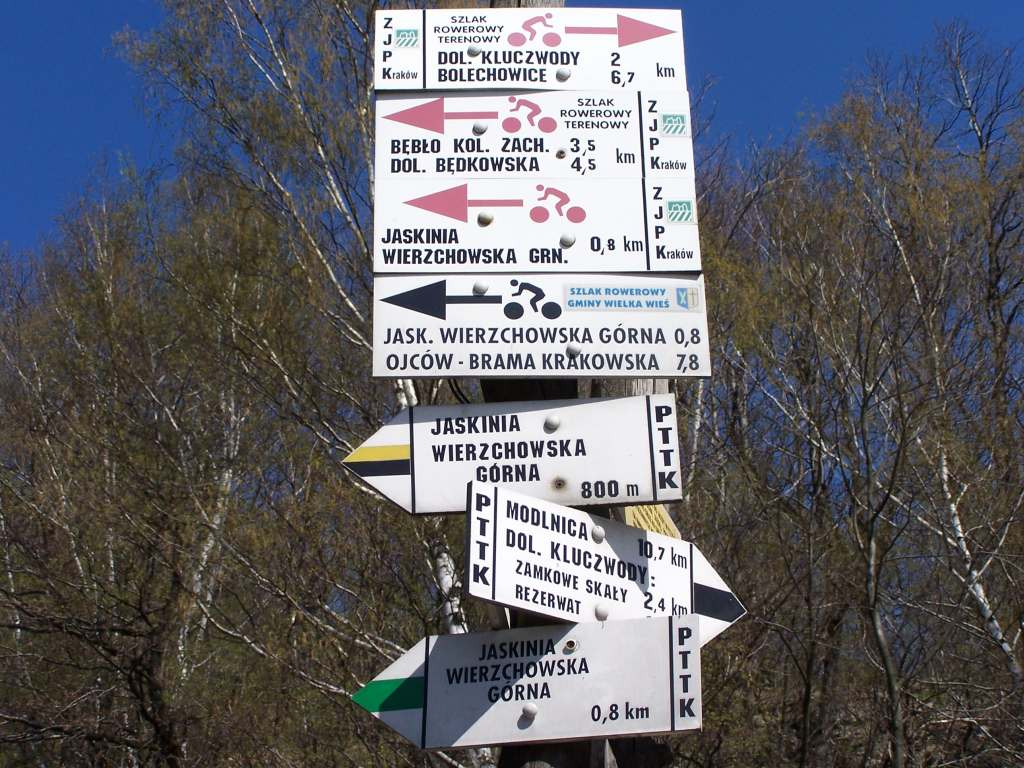
Skrzyżowanie szlaków w centrum wsi

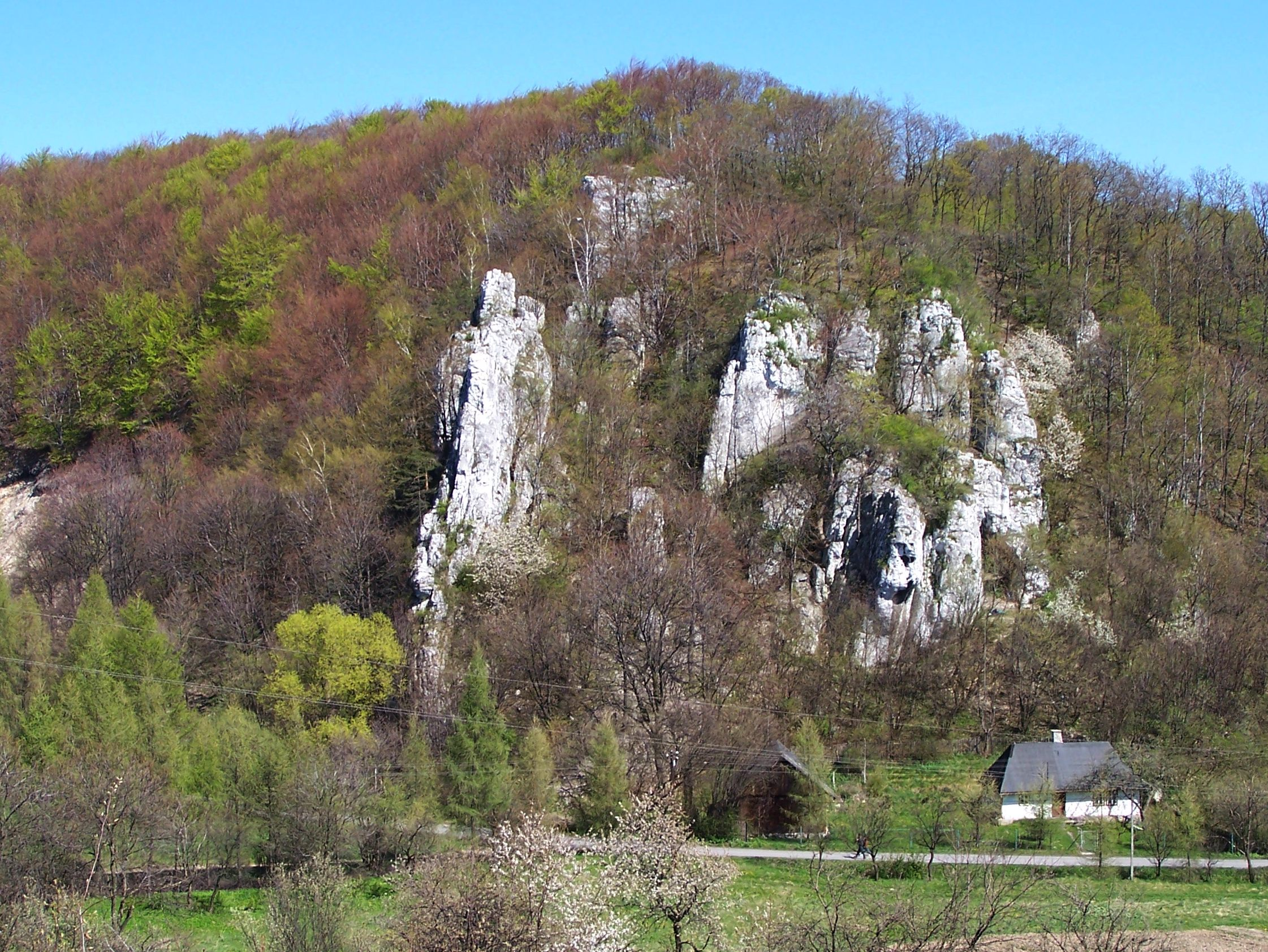
Berdo

| SIMC    | Nazwa      | Rodzaj    |
| ------- | ---------- | --------- |
| 0342195 | Cło        | część wsi |
| 0342203 | Podjamie   | część wsi |
| 0342210 | Pola       | część wsi |
| 0342226 | Pradła     | część wsi |
| 0342232 | Studzienki | część wsi |

## Turystyka
Wieś położona jest na Jurze Krakowsko-Częstochowskiej w jej części zwanej Wyżyną Olkuską, w sąsiedztwie Ojcowskiego Parku Narodowego. Tereny wsi wchodzą w skład Parku Krajobrazowego Dolinki Krakowskie obejmującego doliny i wąwozy z licznymi skałami wapiennymi, jaskiniami, źródłami krasowymi i zabytkami kultury materialnej. Położenie miejscowości sprawia, że jest ona punktem wypadowym do zwiedzania Doliny Kluczwody i znajdującego się w niej rezerwatu przyrody Dolina Kluczwody. Na Zamkowej Skale po wschodniej stronie tego rezerwatu znajdują się ruiny zamku rycerskiego z początku XIV w. Przepływający przez Dolinę potok Kluczwoda wypływa w Wierzchowie z krasowego źródła Kluczwody. Wychodzące z miejscowości szlaki turystyki pieszej i rowerowej umożliwiają zwiedzenie również pozostałych dolin oraz pobliskiego Ojcowskiego Parku Narodowego. Na terenie wsi znajduje się najdłuższa w Polsce udostępniona do turystycznego zwiedzania Jaskinia Wierzchowska Górna. Przez miejscowość przebiega droga krajowa nr 94.

### Szlaki turystyczne
– z Wierzchowia przez Dolinę Kluczwody, przysiółek Gacki, Wawóz Podskalański, Tomaszowice do Modlnicy;
 – z Ojcowskiego Parku Narodowego przez Wierzchowie obok Jaskini Wierzchowskiej Górnej, przez Dolinę Bolechowicka (w dół), Karniowice, Kobylany, Dolinę Kobylańską (w górę), Będkowice, Dolinę Będkowską, Dolinę Szklarki do Paczółtowic;
 – z Wierzchowia przez przysiółek Kawiory do Doliny Będkowskiej (obok źródła Będkówki), Łazy, rezerwat przyrody Dolina Szklarki.

### Szlaki rowerowe
– zataczający pętlę szlak z Bolechowic, przez Zelków, górną część rezerwatu przyrody Dolina Kluczwody, Wierzchowie, Bębło, Dolinę Będkowską (w dół), Łączki, Kobylany, Dolinę Kobylańską (w górę), Krzemionkę, Dolinę Bolechowicką (w dół) do Bolechowic;
 – z Wierzchowia przez górną część Doliny Kluczwody i Czajowice do Ojcowskiego Parku Narodowego.

## Zabytki
- Zamek w Wierzchowiu – resztki zamku
- Dwór[5]